# Oleh Luzhnyy
Oleh Romanovytch Luzhnyy (ukrainien : Oлег Лужний), né le 5 août 1968 à Lviv en Ukraine, est un ancien footballeur ukrainien (arrière latéral), ex-capitaine de l'équipe d'Ukraine.

## Palmarès
Dynamo Kiev
- Champion d'Union soviétique en 1990.
- Vainqueur de la Coupe d'Union soviétique en 1990.
- Champion d'Ukraine en 1993, 1994, 1995, 1996, 1997, 1998 et 1999.
- Vainqueur de la Coupe d'Ukraine en 1993, 1996, 1998 et 1999.

 Arsenal FC
- Champion d'Angleterre en 2002.
- Vainqueur de la Coupe d'Angleterre en 2002 et 2003.

 Union soviétique espoirs
- Champion d'Europe espoirs en 1990.